# Житловий будинок (вулиця Глібова, 6)
Житловий будинок — пам'ятка архітектури місцевого значення у Ніжині за адресою вулиця Глібова, 6.

## Історія
Спочатку було внесено до «списку нововиявлених пам'яток архітектури» під назвою «Житловий будинок».
Наказом Міністерства культури і туризму від 21.12.2012 № 1566 надано статус «пам'ятник архітектури місцевого значення» з охоронним № 10010-Чр під назвою «Житловий будинок». Встановлено інформаційну дошку.

## Опис
Будинок збудований наприкінці XVIII століття — на початку XX століття.
Одноповерховий, кам'яний, оштукатурений, П-подібний у плані будинок зі скатним дахом. Віконні прорізи чотирикутні з лучним завершенням, оздоблені лучним декором над ними. Фасад розчленовують рустиковими пілястрами, завершений карнизом, скат прикрашений різьбленим дерев'яним карнизом. Із західного боку прибудовано двоповерховий будинок.